# Прича о два сина
Прича о два сина је једна од познатих Исусових прича, забележена у новозаветном јеванђељу по Матеју (21:28–32).
Прича говори о два сина од којих је један непослушан оцу речима а послушан поступцима, док је други послушан на речима, а непослушан поступцима.
Исус овом причом говори о „верницима“ који не прихватају позив Јована Крститеља на покајање, за разлику од порезника и проститутки који прихватају.

## Тумачења
Овом алегоријском причом Исус говори о оним „верницима“ који су сматрали да су без греха, те нису прихватили поруку Јована Крститеља о покајању. „Неверници“, сакупљачи пореза и проститутке, су прихватили позив и покајали се. Наравоученије ове приче је да су самозадовољни религиозни људи испали гори од грешника.
Исус на другом месту у Еванђеље по Матеју каже: „Неће сваки који ми говори: Господе! Господе! Ући у царство небеско; но који чини по вољи Оца мог који је на небесима“.
Сличне тематике је и прича о фарисеју и царинику.